# فلیپ پلین
فلیپ پلین یک طراح مد آلمانی و موسس برند مادر فلیپ پلین در سال ۱۹۹۸ میلادی است که شامل برندهایی نظیر فلیپ اسپرت و بیلیونر در زیر مجموعه خود می‌شود.

## برند
فلیپ پلین نام برندی است که توسط شخصی با همین نام در سال ۱۹۹۸ میلادی تاسیس شد و اکنون در زمینه تولید کالاهای لوکس نظیر لباس و غیره فعالیت دارد.